# Атари Тинейдж Райът (група)
„Атари Тинейдж Райът“ (Atari Teenage Riot), съкратено АТР, е бивша дигитална хардкор група, създадена в Берлин, Германия през 1992 г. и съществувала до 2000 г.
Групата има политическа насоченост и съчетава анархистки анти-фашистки възгледи с пънк вокали и техно звучене.

## Албуми
- Delete Yourself! (originally titled 1995) (Изтрий се! – първоначално озаглавен 1995) (DHR 1995)
- The Future of War (Бъдещето на войната) (DHR 1997)
- Burn, Berlin, Burn! (Гори, Берлин, гори!) (Grand Royal 1997)
- Live in Philadelphia – Dec. 1997 (На живо във Филаделфия – декември 1997) (DHR 1998)
- 60 Second Wipeout (DHR 1999)
- Live at Brixton Academy (DHR 1999)
- Redefine the Enemy – Rarities and B-Side Compilation 1992-1999 (DHR 2002)
- Atari Teenage Riot: 1992-2000 (Атари Тинейдж Райът: 1992-2000) (DHR 2006)